# واترفورد، ورمونت
واترفورد (به انگلیسی: Waterford) یک منطقهٔ مسکونی در ایالات متحده آمریکا است که در شهرستان کلدونیا، ورمانت واقع شده‌است. واترفورد ۱۰۲٫۹ کیلومتر مربع مساحت و ۱٬۲۸۰ نفر جمعیت دارد و ۳۹۸ متر بالاتر از سطح دریا واقع شده‌است.